# Sadegh Ghotbzadeh
Sadegh Ghotbzadeh (Isfahan, 24 febbraio 1936 – Teheran, 16 settembre 1982) è stato un politico iraniano, stretto collaboratore di Ruhollah Khomeyni durante il suo esilio in Francia e Ministro degli affari esteri durante la crisi degli ostaggi. Nel 1982 venne giustiziato, accusato di aver complottato contro lo stesso ayatollah e la neo-nata Repubblica islamica.

## Biografia
Nato a Isfahan, ebbe un fratello e una sorella. Suo padre era un ricco mercante di legname.
Come studente, fu attivo nel ramo studentesco del Fronte Nazionale dopo il rovesciamento di Mohammad Mossadeq nel 1953. Lasciò l'Iran nel 1959 dopo essere stato arrestato due volte a causa delle sue attività di opposizione al regime dello scià; visse in Europa, Stati Uniti e Canada. Fu anche membro del Movimento di Liberazione Iraniano, guidato da Mehdi Bazargan.
Frequentò la 'Walsh School of Foreign Service' dell'Università di Georgetown dal 1959 al 1963. Dagli Stati Uniti contribuiva al Movimento di Liberazione, di cui rappresentava l'ala più radicale insieme a Ebrahim Yazdi, Mostafa Chamran e Ali Shariati. Non riuscì a laurearsi, in quanto occupava tutto il suo tempo a manifestare contro lo scià.
Dopo aver lasciato gli Stati Uniti (il suo passaporto fu revocato) si trasferì in Algeria, Egitto, Siria e infine in Iraq, dove incontrò l'ayatollah Khomenei nel 1963. Nel dicembre dello stesso anno Ghotbzadeh insieme a Chamran e Yazdi incontrarono le autorità egiziane per stabilire un'organizzazione anti-scià nel paese, che è stata poi chiamata SAMA, Organizzazione speciale per l'unità e l'azione. Chamran venne disegnato come capo militare.
Ghotbzadeh intraprese inoltre una stretta relazione con Musa al-Sadr.
Durante il suo soggiorno in Medio Oriente, Ghotbzadeh venne addestrato in Libano insieme a militanti rivoluzionari iraniani e palestinesi.
Alla fine degli anni '60, Ghotbzadeh si trasferì in Canada per laurearsi nella privata Notre Dame University College di Nelson (chiusa nel 1984).
Successivamente si stabilì a Parigi usando il suo passaporto siriano che ottenne attraverso l'aiuto di al-Sadr. Da qui lavorò come corrispondente per il quotidiano filo-governativo siriano, 'Al Thawra'.

## Carriera
Ghotbzadeh lasciò il Movimento per la Libertà nel 1978. Divenne uno stretto collaboratore dell'Ayatollah Khomeini quando quest'ultimo era in esilio in Francia. Ghotbzadeh insieme a Mostafa Chamran faceva parte della fazione, nota come "mafia siriana", alla corte di Khomeini, in collisione con il gruppo filo-libico, guidato invece da Mohammad Montazeri. Ghotbzadeh era un simpatizzante di Amal e vicino ad al-Sadr. Khomeini lo nominò membro della missione di ricerca dello stesso al-Sadr dopo la scomparsa di quest'ultimo nell'agosto 1978.
Ghotbzadeh accompagnò Khomeini sul suo volo Air France in Iran il 1º febbraio 1979. Fu Ghotbzadeh a tradurre la risposta dell'Ayatollah "Hichi (Niente)" alla domanda del giornalista John Simpson: "Ayatollah, saresti così gentile da dirci come ti senti a tornare in Iran?". Fu anche il traduttore di Khomeini nella conferenza stampa tenuta a Teheran il 3 febbraio 1979.
Dopo la rivoluzione, Ghotbzadeh divenne membro del consiglio rivoluzionario mentre Bazargan e altri lasciarono il consiglio per formare un governo ad interim. Inoltre, rivestì il ruolo di portavoce dell'Ayatollah, e quello di amministratore delegato della Radiotelevisione nazionale iraniana (NIRT) (dall'11 febbraio 1979). Qui purgò donne, sostenitori dello scià e sinistroidi. Questi atteggiamenti vennero criticati da un gruppo di intellettuali iraniani e anche dal governo ad interim. Il 13 marzo, due donne, una con una pistola e l'altra con un coltello, attaccarono Ghotbzadeh protestando contro le politiche fondamentaliste del regime islamico. Quasi 15mila donne si riunirono fuori dalla sede del NIRT per protestare contro la sua politica islamista.
Venne nominato ministro degli esteri alla fine di novembre 1979, dopo che Abolhassan Banisadr si dimise da ministro degli esteri per le accese controversie sul destino degli ostaggi americani. All'inizio del 1980 Ghotbzadeh fu coinvolto nei primi negoziati con l'uomo di Carter, Hamilton Jordan, che portarono a "un complesso piano a più fasi" per risolvere la questione, non apprezzato da Khomeini che preferiva dare al parlamento il potere di decidere il destino degli ostaggi.
Ghotbzadeh scrisse una lettera aperta al Majlis nell'agosto 1980, sostenendo il rilascio rapido degli ostaggi, e disse alla Reuters cinque giorni dopo che "il candidato presidenziale degli Stati Uniti Ronald Reagan, sostenuto da Kissinger e altri, non ha intenzione di risolvere il problema. Faranno tutto ciò che è in loro potere per bloccarlo." A settembre e ottobre rilasciò diverse altre dichiarazioni pubbliche sostenendo che fosse possibile un accordo per ritardare il rilascio degli ostaggi.
L'agenzia di stampa francese Agence France Presse lo citò il 6 settembre, quando l'iraniano affermava che "la fazione di Reagan sta cercando di bloccare una soluzione del problema [degli ostaggi] prima delle elezioni" e che aveva "informazioni" per dimostrarlo. L'11 settembre la lettera aperta è stata pubblicata su un giornale iraniano con accuse simili.
Un decennio dopo, nel 1991, Joseph E. Persico del New York Times concluse una recensione del libro di Gary Sick 'October Surprise' scrivendo: "Due amici di Ghotbzadeh che hanno spesso parlato con lui durante questo periodo, affermano che Sadegh insisteva ripetutamente sui rapporti dei repubblicani con elementi in Iran per cercare di bloccare un rilascio di ostaggi." Una task force della Camera dei rappresentanti degli Stati Uniti non è però riuscita a trovare fonti attendibili per confermare le dichiarazioni di Ghotbzadeh..
Nel gennaio 1980 Ghotbzadeh corse per la presidenza, senza successo.
Il suo mandato come ministro degli esteri terminò nell'agosto 1980 venendo sostituito da Karim Khodapanahi. Dopo il ritiro dalla politica, Ghotbzadeh si impegnò in attività economiche di importazione e studiò legge islamica.

## Arresto e morte

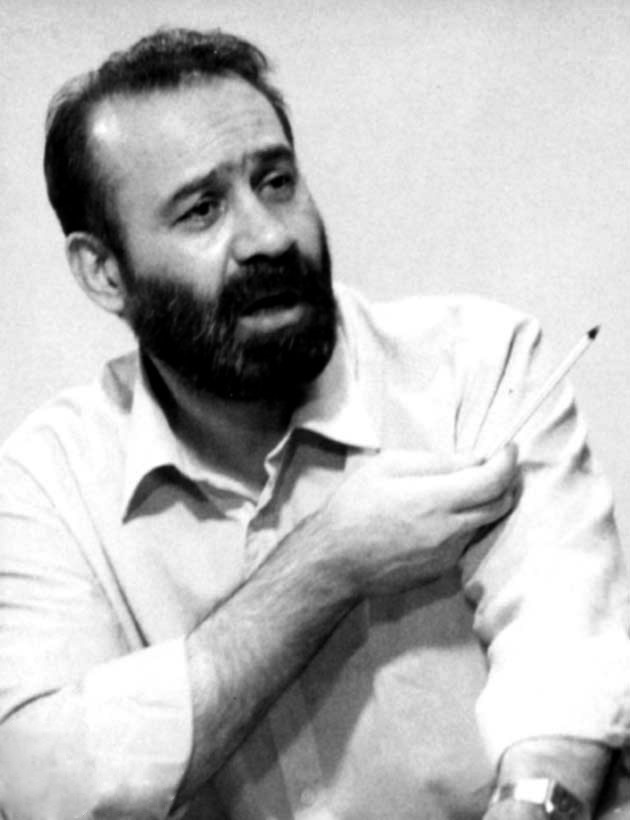
Ghotbzadeh si difende al processo

Ghotbzadeh fu arrestato per la prima volta il 7 novembre 1980 con l'accusa di aver pianificato di uccidere l'ayatollah Khomeini e di aver criticato il Partito Islamico Repubblicano. Venne imprigionato nel carcere di Evin a Teheran. Venne rilasciato il 10 novembre, su intervento dell'ayatollah Khomeini.
L'8 aprile 1982 fu arrestato insieme a un gruppo di ufficiali e chierici dell'esercito (tra cui un genero del leader religioso Kazem Shariatmadari), tutti accusati di aver complottato l'assassinio dell'ayatollah Khomeini e contro la Repubblica islamica.
Mohammad Reyshahri, il giudice capo del nuovo Tribunale Militare Rivoluzionario, spiegò fondamentalmente che vi erano dei collegamenti tra Ghotbzadeh e la CIA, l'Internazionale Socialista, Israele, il Fronte Nazionale, i Pahlavi.
Il processo di ventisei giorni contro Ghotbzadeh cominciò nell'agosto 1982. In tribunale negò le accuse ma confermò l'esistenza di un complotto per rovesciare il governo islamico e formare una "vera repubblica". Queste confessioni forzate, che furono anche trasmesse, si dice siano state pronunciate solo dopo gravi torture da parte della polizia.
Il 15 settembre 1982, Ghotbzadeh venne fucilato nella prigione di Evin, dopo la condanna a morte del tribunale militare rivoluzionario. Aveva 46 anni.
Secondo Abolhassan Banisadr, in esilio a Parigi, l'esecuzione di Ghotbzadeh fu un "regolamento di conti".

## Vita privata
Ghotbzadeh non si sposò. Nel 1987 la giornalista canadese Carole Jerome pubblicò un libro, 'The man in the mirror: A story of love, revolution and treachery in Iran', descrivendo sia il suo rapporto sentimentale con Ghotbzadeh che il suo racconto giornalistico della rivoluzione.
Parlava fluentemente inglese e francese.